# Trelleborg (loď, 1981)
Trelleborg je bývalý železniční trajekt švédské lodní společnosti Stena Line, který se plavil v letech 1982 až 2014 na Královské lince na Baltském moři mezi Sassnitz na německém ostrově Rügen a městem Trelleborg ve Švédsku. Od roku 2016 se loď jmenuje Sunny.

## Historie
V říjnu 1979 zadala stavbu tohoto trajektu státní švédská železniční společnost Statens Järnvägar (SJ). V té době to byl největší železniční trajekt na světě. Kvůli kritické situaci švédských loděnic byla stavba zahájena dříve, než se původně plánovalo. V prosinci 1981 se trajekt vydal na zkušební jízdu do Saßnitzu, ale kvůli různým problémům musel být opraven. Toto trvalo až do května 1982. Od června 1982 se plavil mezi Trelleborgem a Sassnitzem.
V únoru 1993 došlo v strojovně k požáru, který mohla posádka uhasit. Kvůli problémům s motorem byl trajekt opraven v říjnu 2005 v dílnách Öresundsvarvet AB v Landskroně, prostory pro cestující byly v červenci 2006 komplexně modernizovány. V červnu 2007 se trajekt v přístavu Trelleborg dotkl země, byla poškozena vrtule. Oprava proběhla znovu na Öresundsvarvetu v Landskroně. Dne 27. března 2008 došlo v trajektovém přístavu Sassnitz k varování před bombou.